# Rogajny (gmina)
Rogajny (początkowo Żytno) – dawna gmina wiejska istniejąca w latach 1946–1954 w woj. olsztyńskim (jej dawny obszar należy obecnie do woj. warmińsko-mazurskiego). Siedzibą władz gminy były Rogajny.
Gmina Żytno powstała po II wojnie światowej na terenie tzw. Ziem Odzyskanych. 28 czerwca 1946 roku jako jednostka administracyjna powiatu pasłęckiego gmina weszła w skład nowo utworzonego woj. olsztyńskiego. Według stanu z 1 lipca 1952 roku gmina Rogajny była podzielona na 12 gromad: Bielica, Burdajny, Cieszyn Nowy, Cieszyn Stary, Grądki, Kwitajny, Leźnice, Nawty, Plajny, Rogajny, Sałkowice i Skowrony.
Gmina została zniesiona 29 września 1954 roku wraz z reformą wprowadzającą gromady w miejsce gmin. Jednostki nie przywrócono 1 stycznia 1973 roku po reaktywowaniu gmin.
Zobacz też gmina Żytno